# Dzielnica Wesoła
Dzielnica Wesoła (w dniu 1 VII 1952 de iure gmina Wesoła; od 1 I 1958 osiedle Wesoła) – dawna dzielnica powiatowa, czyli podstawowa jednostka administracyjna Polskiej Rzeczypospolitej Ludowej, funkcjonująca tylko na terenie powiatu miejsko-uzdrowiskowego Otwock w latach 1952-1957. W okresie tym stanowiła ona najmniejszą – obok miast i gmin (1952-54) oraz miast, osiedli i gromad (1954-57) – jednostkę podziału terytorialnego kraju.
Dzielnice, z dzielnicowymi radami narodowymi (DzRN) jako organami władzy najniższego stopnia, funkcjonowały od momentu utworzenia powiatu miejsko-uzdrowiskowego Otwock w lipcu 1952 do momentu jego zniesienia z początkiem 1958 roku. Ponieważ powiat miejsko-uzdrowiskowy Otwock nie był zaliczany do powiatów ziemskich lecz do miejskich (grodzkich), jego dzielnice były jednostkami miejskimi. Dlatego też, kiedy jesienią 1954 w związku z reformą reorganizującą administrację wiejską na obszarze całego kraju zniesiono gminy zastępując je przez gromady, dzielnice powiatu miejsko-uzdrowiskowego Otwock nie uległy zmianom. Doszło do tego (częściowo) dopiero 1 stycznia 1958, kiedy powiat miejsko-uzdrowiskowy Otwock zniesiono, przekształcając go w zwyczajny powiat otwocki.
Dzielnicę Wesoła z siedzibą DzRN w Wesołej (obecnie w granicach Warszawy) utworzono – jako jedną z 8 dzielnic powiatowych na obszarze Polski – 1 lipca 1952 w powiecie miejsko-uzdrowiskowym Otwock w woj. warszawskim, na mocy rozporządzenia Rady Ministrów z 3 maja 1952. Powstała ona z obszaru utworzonej tego samego dnia wiejskiej gminy Wesoła w zniesionym (również tego samego dnia) powiecie warszawskim w tymże województwie. Na jej obszar złożyły się następujące obszary:
- gromad Groszówka, Miłosna Stara, Szkopówka, Wesoła i Zielona Grzybowska z gminy Sulejówek w powiecie warszawskim (przekształconej równocześnie w dzielnicę Sulejówek)[1];
- gromady Pohulanka z gminy Wiązowna w powiecie warszawskim (przekształconej równocześnie w dzielnicę Wiązowna)[1].

W październiku 1954 dla dzielnicy ustalono 27 członków dzielnicowej rady narodowej.
Dzielnica Wesoła przetrwała do końca 1957 roku, czyli do chwili zniesienia powiatu miejsko-uzdrowiskowego Otwock. 1 stycznia 1958 nadano jej status osiedla, przez co nigdy nie stała się gromadą (w skład osiedla Wesoła nie weszła miejscowość Szkopówka, którą włączono do nowo utworzonego osiedla Sulejówek). Prawa miejskie osiedle Wesoła otrzymało 1 stycznia 1969 (tracąc je 26 października 2002 przez włączenie do Warszawy).